# Polycentropus auriculatus
Polycentropus auriculatus är en nattsländeart som beskrevs av Martynov 1926. Polycentropus auriculatus ingår i släktet Polycentropus och familjen fångstnätnattsländor. Inga underarter finns listade i Catalogue of Life.